# Vị thần thời tiết

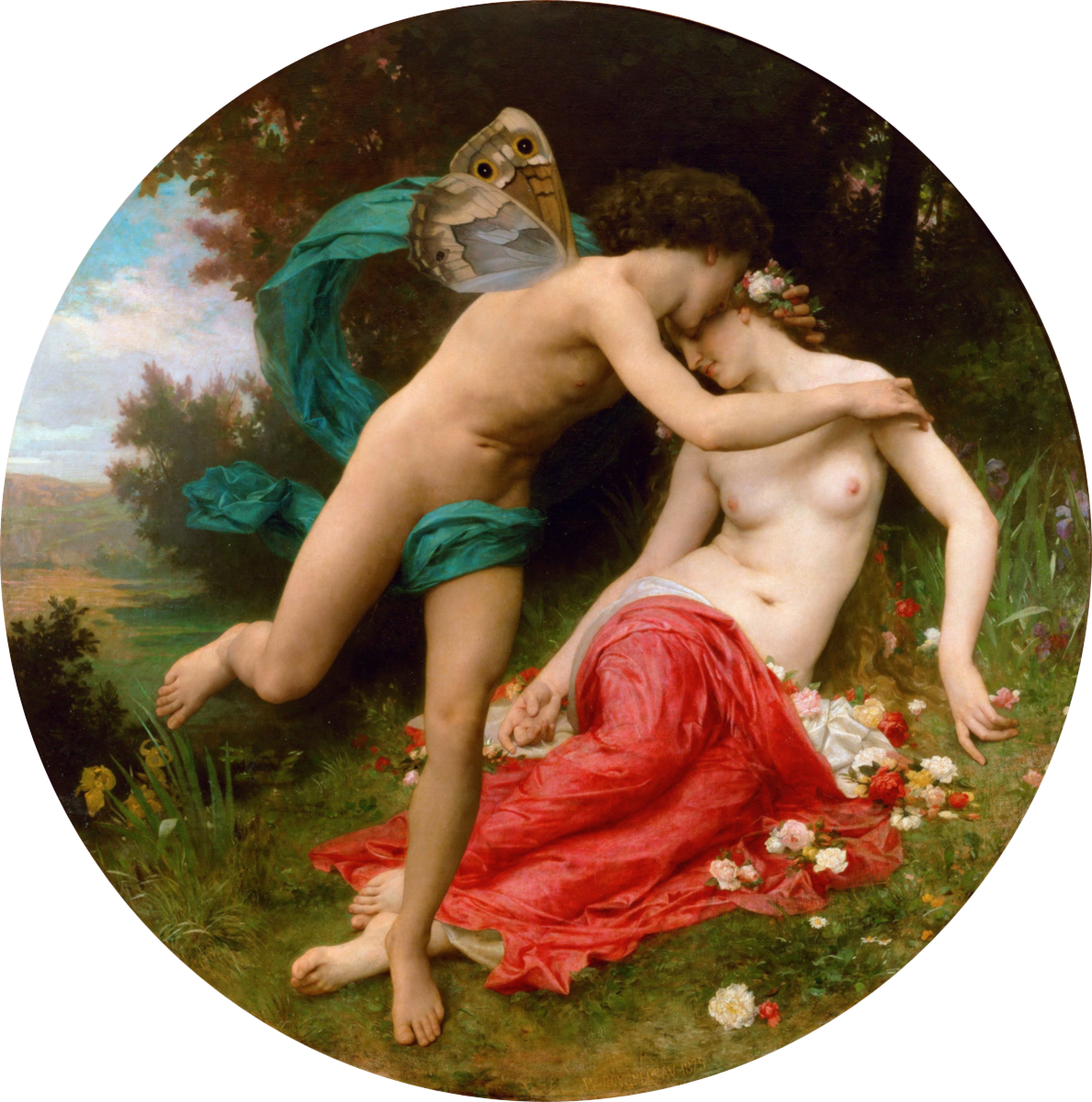
Họa phẩm về thần gió tây Zephyrus trong thần thoại Hy Lạp

Vị thần thời tiết (Weather god) là một vị thần thánh/nữ thần trong thần thoại gắn liền với các hiện tượng thời tiết như sấm sét (Lôi điện thần), chớp giật, mưa (vũ thần), gió (phong thần), lốc xoáy, vòi rồng, bão (tật phong thần), giông tố, tuyết (tuyết thần/雪神). Những vị thần cai quản thời tiết thường xuất hiện trong các tôn giáo đa thần gắn với tín ngưỡng sùng bái tự nhiên, thuyết vật linh (vạn vật hữu linh) đặc biệt là trong các tôn giáo Ấn-Âu cổ đại. Thần bão thường được coi là người cầm được dòng sấm sét và/hoặc tia chớp, tên của một số vị thần sét thực sự có nghĩa đen là "sấm sét". Trong số các ví dụ hiện được liệt kê, các vị thần theo chủ đề bão tố thường được mô tả là nam giới vì có yếu tố mạnh bạo, nhưng cả nam và nữ hoặc các vị thần mưa, gió hoặc thời tiết khác đều được nhắc đến.

## Chư vị thần

### Châu Âu

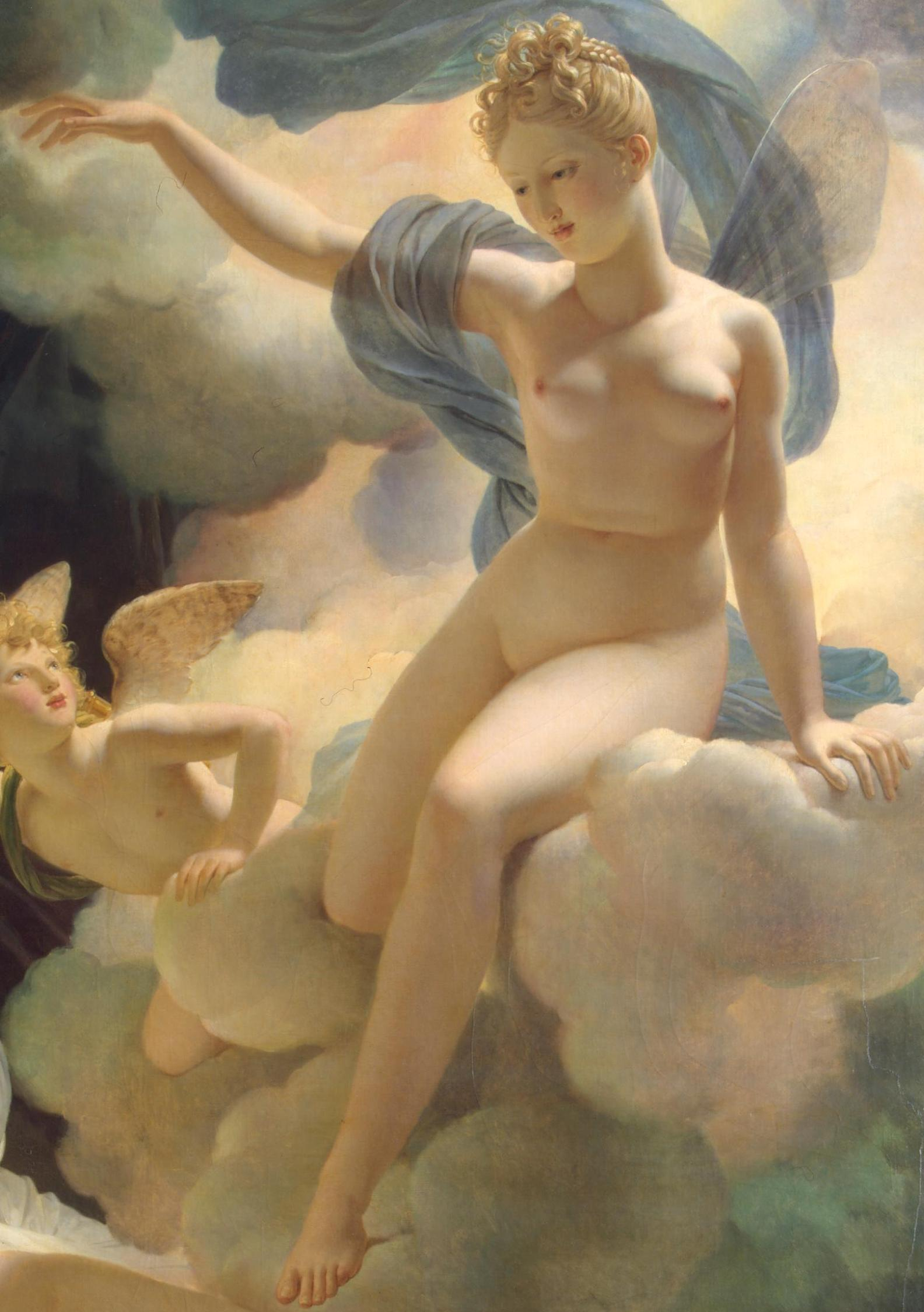
Nữ thần cầu vồng Iris trong thần thoại Hy Lạp

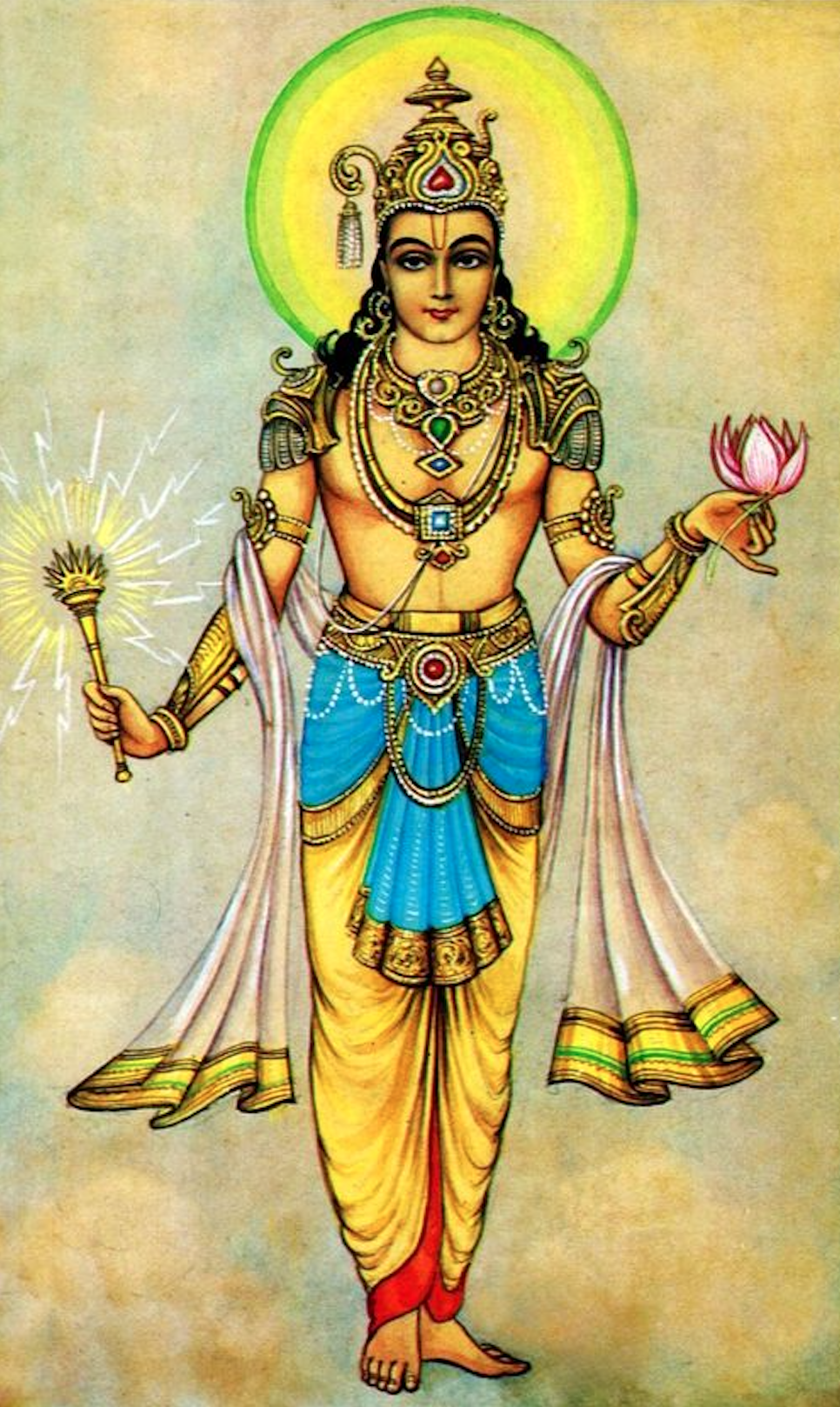
Thần sét Indra

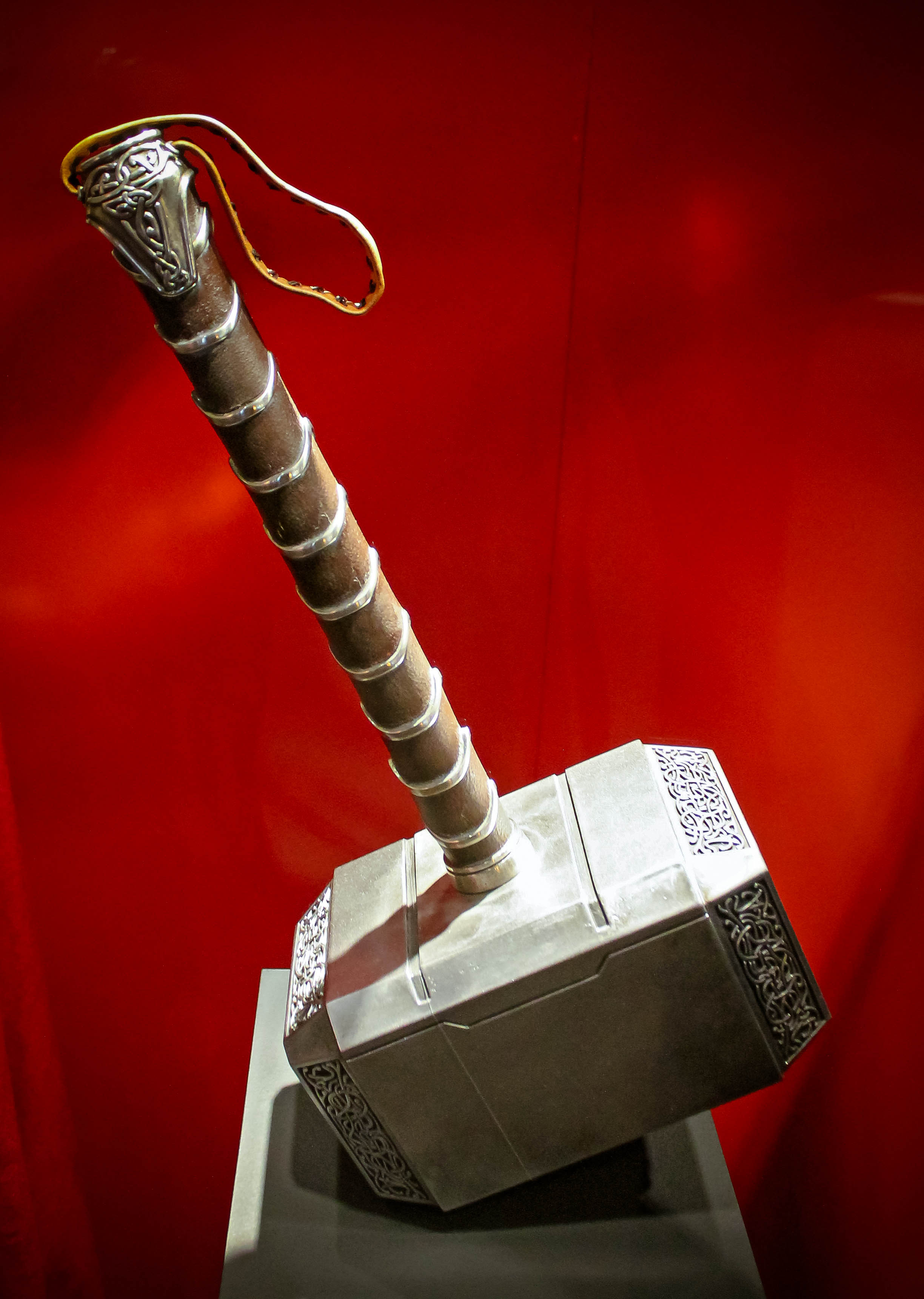
Cây búa tầm sét của thần Thor trong thần thoại Bắc Âu

- Shurdh là vị thần thời tiết và bão
- I Verbti là vị thần thời tiết và bão
- Bangpūtys là vị thần bão biển
- Perkūnas là vị thần sấm, thần mưa, thần núi, thần cây sồi, là đầy tới của thần sáng thế Dievas.
- Perun là vị thần sấm và thần tia chớp
- Taranis là vị thần Celtic đại diện cho sấm sét, thường được miêu tả bằng một bánh xe cũng như một tia sét[4]
- Freyr là vị thần nông nghiệp, y học, thần sinh sản, ánh nắng mặt trời, mùa hè, sự phì nhiêu và vị thần mưa của người Bắc Âu
- Thần Thor là vị thần sấm sét, thần bảo vệ, thần sức mạnh. Ngoài ra, Thunor và Donar, phiên bản Anglo-Saxon và Nhật Nhĩ Man lục địa tương ứng của ông ta. Tất cả đều bắt nguồn từ tiếng Đức *Thunraz với nhánh ngôn ngữ này của người Ấn-Âu.[5]
- Aeolus là vị thần gió trong thần thoại Hy Lạp
- Anemoi là vị thần gió trong thần thoại Hy Lạp
- Thần Dớt/Zeus là vị thần thần thời tiết và bầu trời và vua của các vị thần
- Tempestas là Nữ thần bão La Mã hoặc thời tiết thất thường.

### Châu Á
- Tamar là nữ thần trinh nữ kiểm soát thời tiết.
- Tarḫunz là vị thần bão
- Teshub là vị thần bão
- Theispas hay Teisheba là vị thần bão và thần chiến tranh
- Vayu là vị thần gió trong Ấn Độ giáo
- Nerik là Thần thời tiết Hittite được thờ ở làng Nerik
- Zippalanda là Thần thời tiết Hittite được thờ ở làng Zippalanda
- Thần sét Indra (Lôi Điện thần) là vị Thần thời tiết, Bão tố, Bầu trời, thần Sét và thần Sấm sét. Còn được gọi là Vua của các vị thần trong Ấn Độ giáo.
- Mariamman là vị thần mưa trong thần thoại Ấn Độ
- Rudra là vị thần gió, bão và săn bắn; khía cạnh hủy diệt của Shiva
- Vayu-Vata là Nhị vị lưỡng thần của người Iran, đầu tiên là thần gió, giống như thần Vayu của đạo Hindu.
- Küdryrchö Jumo vị thần bão tố
- Ukko là vị thần sấm sét và thần thu hoạch và vua của các vị thần trong thần thoại Phần Lan.
- Điện Mẫu, Lôi Công (Lôi Chấn Tử) và Văn Trọng là các vị thần sấm sét (Lôi điện thần) trong thần thoại Trung Quốc.
- Phong Bá (Phong Bá Phương Thiên Quân), Phong Bà Bà và Han Zixian là các vị thần gió (Phong thần) trong thần thoại Trung Quốc
- Vân Thống Sư (雲中子/Yúnzhōngzǐ) vị bậc thầy của mây
- Vũ Sư (雨師; giản thể: 雨师; bính âm: Yǔ Shī) là vị thần mưa trong thần thoại Trung Hoa
- Long Vương cũng là vị thần làm ra mưa trong thần thoại Trung Hoa
- Oden là vị thần Bugkalot cai quản việc tạo mưa[6]
- Apo Tudo là vị thần mưa Ilocano[7]
- Anitun Tauo là vị nữ thần gió và mưa[8]
- Anitun Tabu là vị nữ thần gió và mưa[9]
- Bulan-hari là vị thần gọi mưa, sau kết hôn với thần Bitu-in[10]
- Santonilyo là vị thần đem lại những cơn mưa trên biển[11]
- Diwata Kat Sidpan là vị thần Tagbanwa sống ở Sidpan;[12] cai quản những cơn mưa[13]
- Diwata Kat Libatan là vị thần Tagbanwa gọi là Babatan;[14] cai quản những cơn mưa[15]
- Diwata na Magbabaya còn gọi là Magbabaya, vị thần tối cao Bukidnon tốt bụng và người lập kế hoạch tối cao trông giống đàn ông; tạo ra trái đất và tám yếu tố đầu tiên, đó là đồng, vàng, tiền xu, đá, mây, mưa, sắt và nước; bằng cách sử dụng các yếu tố, ông cũng tạo ra biển, bầu trời, mặt trăng và các vì sao; còn được gọi là vị thần thuần khiết, người muốn tất cả mọi thứ; một trong ba vị thần sống ở vương quốc có tên là Banting[16]
- Anit, còn được gọi là Anitan; người bảo vệ sấm sét Manobo[17]
- Inaiyau là vị thần bão Manobo[18]
- Tagbanua là vị thần mưa Manobo[19]
- Umouiri là vị thần mây Manobo[20]
- Libtakan là vị thần bình minh, hoàng hôn và thời tiết của Manobo[21]
- Fūjin là vị thần gió Nhật Bản
- Raijin là thần sấm sét và bão tố của Nhật Bản
- Susanoo thần bão tố và biển cả của Nhật Bản
- Thần Gió là vị phong thần Việt Nam
- Pháp Vân là vị thần mây
- Pháp Vũ là vị thần mưa
- Pháp Lôi là vị thần sấm
- Pháp Điện là vị thần sét
- Thiên Lôi là vị thần sấm sét của Việt Nam
- Thần Mưa là vị thần tạo ra mưa trong tín ngưỡng dân gian Việt Nam

### Trung Đông
- Ba'al là vị thần Canaanit tượng trừng cho sinh sản, thời tiết và chiến tranh.
- Hadad là vị thần Canaanit và Carthaginia đại diện cho bão tố, khả năng sinh sản và thần chiến tranh. Được xác định là tên thật của Baʿal tại Ugarit.
- Yahweh (Gia-hô-vê hay Gia Vệ) là vị thần Israel tượng trưng cho bão tố và thần chiến tranh, đã được gộp chung với thần El, Ba'al và Asherah thành Yahwism.
- Horus là vị thần Ai Cập cổ đại tượng trưng cho  mưa bão, thời tiết, bầu trời và chiến tranh. Gắn liền với mặt trời, vương quyền và quả báo, vị thần này được nhân cách hóa bằng vị Pharaoh.
- Thần Set là vị thần Ai Cập cổ đại tượng trưng cho sự hỗn loạn và thần bão tố, là ác quỷ và chúa tể sa mạc.
- Enlil là vị thần gắn liền với gió, không khí, đất và bão
- Adad là thần thời tiết Lưỡng Hà
- Manzat là nữ thần cầu vồng
- Shala là vợ của Adad và là nữ thần mưa
- Wer là một vị thần thời tiết được tôn thờ ở miền bắc Lưỡng Hà và ở Syria
- Tarḫunna là thần bão của người Hittite.

### Châu Phi
- Umvelinqangi là vị thần sấm trong thần thoại Zulu
- Mbaba Mwana Waresa là vị nữ thần mưa trong thần thoại Zulu
- Oya là vị thần gió, bão tố và lốc xoáy trong tôn giáo Yoruba
- Bunzi là vị nữ thần mưa trong tín ngưỡng Kongo.

### Châu Mỹ
- Apocatequil vị Thần sét thời tiền Inca, ngày và điều tốt lành. Biến thể khu vực của thần Illapa
- Chaac vị thần mưa của người Maya tưng tự vị thần Aztec là Tlaloc.
- Coatrisquie là nữ thần mưa, người hầu của Guabancex và là bạn đồng hành của thần sấm sét Guatauva.
- Cocijo là vị thần sét
- Ehecatl là vị thần gió Aztec
- Guabancex trong thần thoại Taíno là nữ thần bão tố; Đức bà của gió, người cũng gây ra động đất và các thảm họa thiên nhiên khác
- Guatauva trong thần thoại Taíno là vị thần sấm sét cũng là người chịu trách nhiệm tụ họp các vị thần bão khác
- Huari là vị Thần nước, mưa, sét, nông nghiệp và chiến tranh thời tiền Inca. Sau một thời gian, ông được xác định là vị thần khổng lồ của chiến tranh, mặt trời, nước và nông nghiệp.
- Huracán trong văn hóa của người người K'iche là vị thần thời tiết, gió, bão và lửa.
- Illapa là vị thần Inca là thần sét, sấm sét, mưa và chiến tranh. Ông được coi là một trong những vị thần Inca quan trọng và quyền năng nhất.
- Juracán là vị thần của sự hỗn loạn và rối loạn được cho là kiểm soát thời tiết, đặc biệt là bão
- K'awiil là vị thần sét của người Maya
- Kon là vị thần gió và mưa. Kon cũng là thần sáng tạo của người Inca .
- Pacha Kamaq hay Pachakamaq là vị thần động đất, lửa, mây và bầu trời. Thường được mô tả là bản phát hành lại của Wiracocha. Ông là một trong những vị thần Inca quan trọng nhất, đồng thời ông được coi là vị thần sáng tạo ra vũ trụ và là người điều khiển sự cân bằng của thế giới.
- Paryaqaqa là vị thần nước thời tiền Inca, mưa xối xả, bão và sét. Biến thể khu vực của thần Illapa.
- Q'uq'umatz là vị thần gió và mưa, còn được gọi là Kukulkan, tương đương với sinh vật thần thoại của người Aztec là Quetzalcoatl
- Tezcatlipoca là vị thần Aztec về bão và gió đêm
- Tlaloc là vị thần mưa và động đất. Tương đương với vị thần của người Maya là Chaac.
- Tohil là vị thần mưa, mặt trời và lửa
- Tupã là vị thần sấm sét và ánh sáng, người tạo ra vũ trụ.
- Viracocha hay Wiracocha là vị thần của mọi thứ thời tiền Inca. Người sáng tạo tuyệt đối của toàn bộ Vũ trụ, cũng như mọi thứ tồn tại. Được coi là cha của tất cả các vị thần Inca và vị thần tối cao của quần thể Inca. Wiracocha gắn liền với mặt trời, tia chớp và bão tố.
- Yana Raman là vị Thần sét thời tiền Inca. Được coi là người sáng tạo bởi nhóm dân tộc Yaros hoặc Llacuaces. Biến thể khu vực của thần Illapa.
- Yopaat là một vị thần bão Maya thời Cổ điển.

### Châu Úc
- Baiame là vị thần bầu trời và vị thần sáng tạo của miền đông nam nước Úc
- Julunggul là nữ thần rắn cầu vồng, người giám sát việc bắt đầu bước vào tuổi trưởng thành của các cậu bé trai.
- Tāwhirimātea vị thần bão tố Maori